# 克伦尔巴赫
克伦尔巴赫是奥地利上奥地利州韦尔斯兰县的一个市镇。总面积15平方公里，总人口2819人，人口密度187.9人/平方公里（2005年）。